# خبر واحد
خبر واحد نوعی حدیث است که زنجیره بازگوکنندگان آن به تواتر نرسیده و نمی‌توان بر صحت آن یقین داشت. هر حدیثی که خبر متواتر (بازگفتهٔ پربسامد) نباشد خبر واحد (بازگفتهٔ کم‌بسامد) است، هر چند سلسله راویان آن بیش از یکی باشد.
قریب به اتفاق احادیث در سنت اسلامی از نوع خبر واحد است. میزان اعتبار خبر واحد بستگی به استحکام سلسله راویانش دارد. مشخص بودن نام و نشان افرادی که حدیث را نقل کرده‌اند، از گوینده (که ممکن است محمد، صحابه یا امامان شیعه باشد) تا نویسنده‌ای که آن را در کتاب خویش آورده و علم به عدالت آن‌ها بر اعتبار خبر واحد می‌افزاید. همچنین قرائنی که احتمال یا اطمینان بر درستی مضمون حدیث را سبب گردد مانند شهرت و پذیرفتگی حدیث دیگر عامل مهم در اعتباربخشی به خبر واحد است.

## شرایط راویان خبر واحد
عقل، بلوغ، مسلمان بودن، عدالت، توثیق به معنی گواهی علمای بزرگ بر مورد اعتماد بودن شخص و داشتن قوهٔ حافظهٔ مناسب شرایطی است که راویان حدیث باید داشته باشند. در اصول فقه امامیه، شیعه دوازده امامی بودن راویان نیز لازم است.

## انواع خبر واحد
اگر منظور از خبر واحد، وجود تنها یک بازگوکننده باشد، نوع آن، گزارش تک‌گفتار است، اما اگر منظور، کم‌شمار بودن راویان خبر باشد، منظور از آن، گزارش کم‌بسامد است. 
گونه‌های دیگر خبر واحد:

### خبر مستفیض
خبر مستفیض (گزارش پرشمار) حدیثی است که زنجیره روایتگران آن از سه تا بیشتر باشد ولی به حد تواتر (پربسامدی) نرسیده و مفید قطع و یقین واقع نگردد. برخی اصولیون خبر مستفیض را نوع سومی از حدیث در کنار خبر متواتر و خبر واحد می‌شمارند ولی غالباً آن را نوعی خبر واحد می‌دانند.

### خبر صحیح
خبر صحیح ( گزارش راستی‌آزموده) حدیثی است که راویان آن از گوینده تا نویسنده همگی عاقل، بالغ، مسلمان، عادل باشند و علمای علوم اسلامی بر درستی و صداقت و نیکی آنان گواهی داده باشند.

### خبر حسن
خبر حسن ( گزارش پسندیده، نیک‌انگار) حدیثی است که راویان آن از گوینده تا نویسنده همگی عاقل، بالغ، مسلمان، عادل باشند، اما عدالت یکی از بعضی آن‌ها توثیق (گواهی) نشده باشد.

### خبر موثق
خبر موثق ( گزارش گواهیده) یا خبر قوی در اصول فقه شیعه خبری است که راویان آن همگی شرایط لازم برای نقل حدیث را داشته اما سنی یا شیعه غیر دوازده امامی باشند ولی فقهای شیعه درستی آن‌ها را گواهی کرده باشند.

### خبر ضعیف
خبر ضعیف ( گزارش سست‌مایه) حدیثی است که زنجیره گزارشگران آن مشخص نباشد، یا شخصی در سلسله روات قرار داشته باشد که غیر مسلمان یا دروغگو و امثال آن باشد. در صورتی که خبر ضعیف مشهور باشد به آن مشهوره ( شناخته‌شده) گفته می‌شود و در صورتی که مورد قبول فقهای متقدم قرار گرفته باشد، مقبوله (پذیرفته‌شده) نام می‌گیرد و این امر ضعف سندی آن را جبران می‌کند.

## حجیت خبر واحد
بحث در مورد میزان اعتبار خبر واحد از مهم‌ترین مباحث اصول فقه است. بیشتر فقها معتقدند خبر واحد در صورتی‌که استحکام سندی لازم را داشته باشد، حجت است و عمل به آن از نظر شرعی واجب. شیخ طوسی در مورد حجیت خبر واحد ادعای اجماع کرده‌است. با این حال این عقیده در میان فقهای متقدم (پیش از شیخ طوسی) مخالفان بزرگی داشته‌است، از جمله ابن براج، ابی‌المکارم بن زهره، ابن ادریس و پیش از همه سید مرتضی، اما جمهور فقهای متأخر (پس از شیخ طوسی) خبر واحد را حجت می‌دانند.
از جمله متاخرین مخالف حجیت خبر واحد، محمد صادقی تهرانی است که از نظر وی، ادّلهٔ حجیت خبر واحد، مردود است. از نظر وی، ادلهٔ حجیّت خبر واحد، تماماً در مقابل آیاتی از قرآن است که عمل به ظنّ را نفی کرده {ولا تقف ما لیس لک به علم} «وآن چه را که برایت به آن علمی نیست، پیروی نکن» بنابراین با استدلال به قرآن، آن دسته از ادله‌ای که برای حجیّت خبر واحد، در معالم، رسائل و کفایه آورده‌اند را تماماً با مراحل مختلف نقض می‌کند؛ و می‌گوید ببینید خدا باب علم را مفتوح کرده‌است کتاباً و سنّتاً ولکن آقایان فُقهای سنّتی باب علم رامسدود کرده‌اند. اگر باب علم مُنْسَدّ است پس باب اسلام مُنسدّ است. چون اسلام علمی است. اسلام ظنی نیست. وانگهی خدای سبحان می‌فرماید:{قل فللّه الحجّة البالغة} (انعام، ۶/۱۴۹) آیا حجّت بالغه، حجّت رسا، علمی است یا ظنّی؟ حجّت ظنی، رسا نیست. ما دونِ علم نه حجّت است، نه رسا است؛ بنابراین مع الأسف قائلیت حوزویان به انسداد باب علم، در حقیقت مُنْسَدّ کرده‌است، باب قرآن راکه علم است و باب سنت قطعیه را که علم است.} مجتبی نورمفیدی نیز به بحث درباره قائلیت و عدم قائلیت حجیت خبر واحد پرداخته‌اند.
در میان فقهای شیعه، علامه محمد جواد غروی نیز حجیتی برای خبر واحد قائل نیست به خصوص که این اخبار با احکام قرآن متضاد باشند. مثل مجازات مرتد یا سنگسار
در میان فقهای اهل سنت نیز بیشتر متقدمین آن‌ها به جز اکثریت حنابله خبر واحد را موجب علم و یقین نمی‌دانند. اما سلفیه معاصر به پیروی از حشویه قائل به حجیت خبر واحد هستند که البته فقها و متفکران بزرگ الازهر مثل محمد الغزالی، محمود شلتوت، احمد صبحی منصور و.. به شدت با حجیت خبر واحد مخالفند.